# René Bader
René Bader (Basilea, Suiza; 7 de agosto de 1922-ibidem; 1 de enero de 1995) fue un futbolista y entrenador suizo que jugaba en la posición de delantero.

## Carrera

### Club
Bader jugó toda su carrera en el FC Basel que fue de 1946 a 1953, logrando ganar la Copa de Suiza en 1947 al vencer 3-0 al FC Lausanne-Sport en la final jugada en el Stadion Neufeld en Berna. Bader anotó uno de los goles.
Entre 1952 y 1955 y de nuevo entre 1958–59 Bader fue el entrenador del FC Basel, que ganó su primera título de liga en la temporada 1952/1953, con Bader como jugador-entrenador. Basel superó por tres puntos al BSC Young Boys.

### Selección
Bader jugó para Suiza en el mundial de Brasil 1950. Anotó el primer gol en la victoria 2–1 ante México en el Estádio dos Eucaliptos de Porto Alegre.

## Logros

### como Jugador
- Copa de Suiza (1): 1947

### como Jugador-Entrenador
- Superliga Suiza (1): 1952/1953